# Epilampra imitatrix
Epilampra imitatrix är en kackerlacksart som beskrevs av Henri Saussure och Leo Zehntner 1893. Epilampra imitatrix ingår i släktet Epilampra och familjen jättekackerlackor. Inga underarter finns listade i Catalogue of Life.